# Carretera europea E01
|  | No s'ha de confondre amb E001. |

La carretera europea E01 és un conjunt de vies que comuniquen la localitat de Larne, a Irlanda del Nord, amb la ciutat de Sevilla. Forma part de la xarxa de carreteres europees. En concret, passa per Larne, Dublín, La Corunya, Pontevedra, Lisboa, Huelva i Sevilla. En total, suma 2.509 quilòmetres de distància.

## Recorregut

### Irlanda del Nord
Al trajecte norirlandés, l'E01 no hi està senyalitzada. Comença a Larne, al Comtat d'Antrim, com a carretera A08. A Newtownabbey pren regulació d'autopista, amb la denominació A08(M). Posteriorment s'uneix a la M2, una autopista que arriba fins a Belfast. Ací es converteix en l'A12, la qual uneix l'M2 i l'M1. El següent tram és sobre l'autovia A1, la qual marxa cap al sud fins a Lisburn, on passa la frontera.

### República d'Irlanda

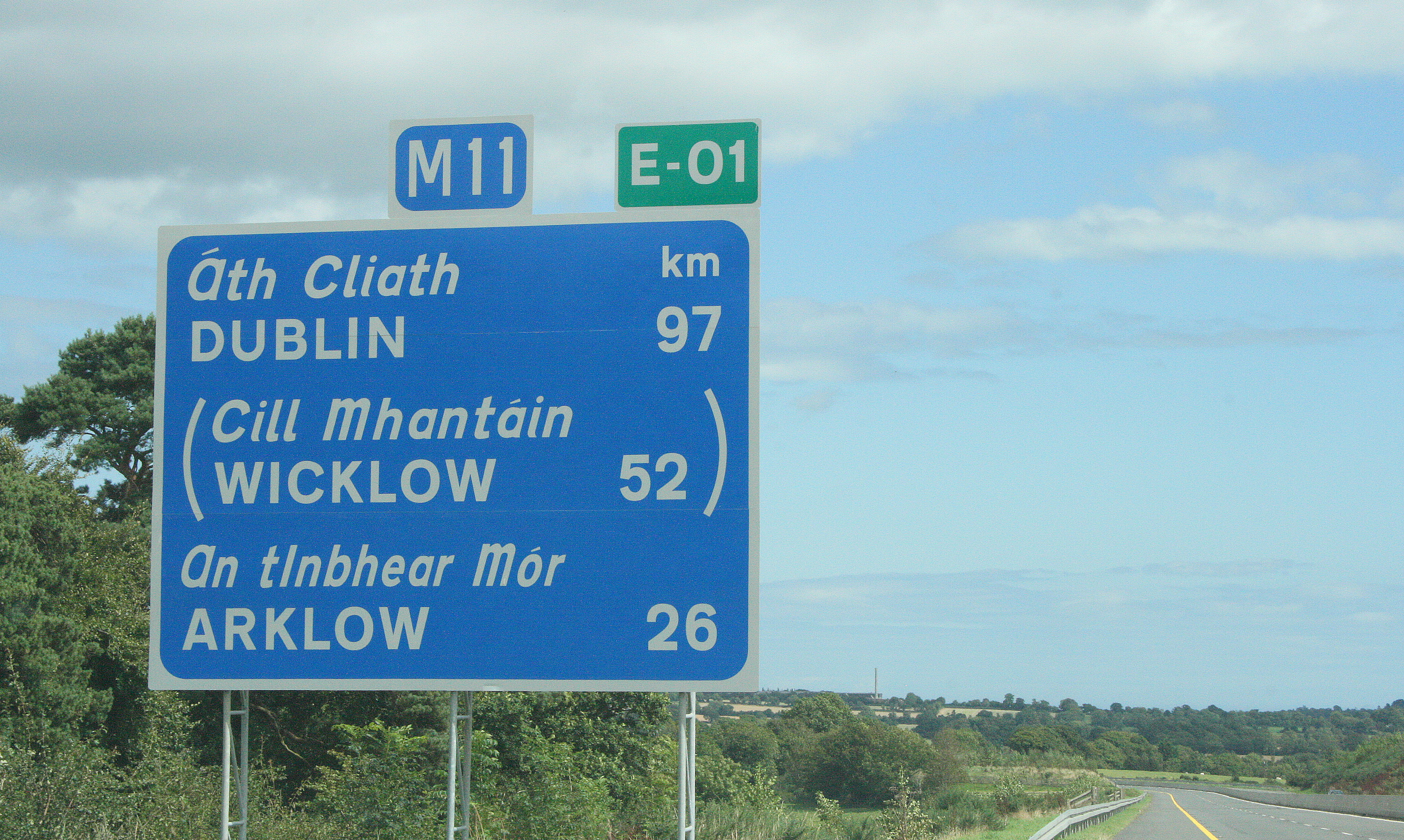
E01 al Comtat de Wexford, República d'Irlanda.

L'autopista continua per la República d'Irlanda com l'autovia N1, la qual, a partir de Ballymascanlon, al Comtat de Louth, passa a ser l'autopista M1. A l'arribar a Dublín, l'E01 enganxa amb l'M50, un dels cinturons de la capital irlandesa. Prop de Shankill, aplega a la carretera M11, la qual dona pas a l'autovia N11, al sud de Bray al Comtat de Wicklow. Aquesta secció passa propera a la Reserva Natural de Glen of the Downs.
Tret d'una secció d'un sol carril entre Rathnew i Arklow, també al Comtat Wicklow, la carretera manté els dos carrils fins al sud de Gorey, al Comtat de Wexford. En aquest moment, la via passa a ser d'un sol carril en tot el que resta a Irlanda. L'N11 segueix fins Wexford, on es troba amb l'N25 que hi ve de Cork. L'E01 manté el recorregut de l'N25 fins Rosslare Europort.

### Galícia

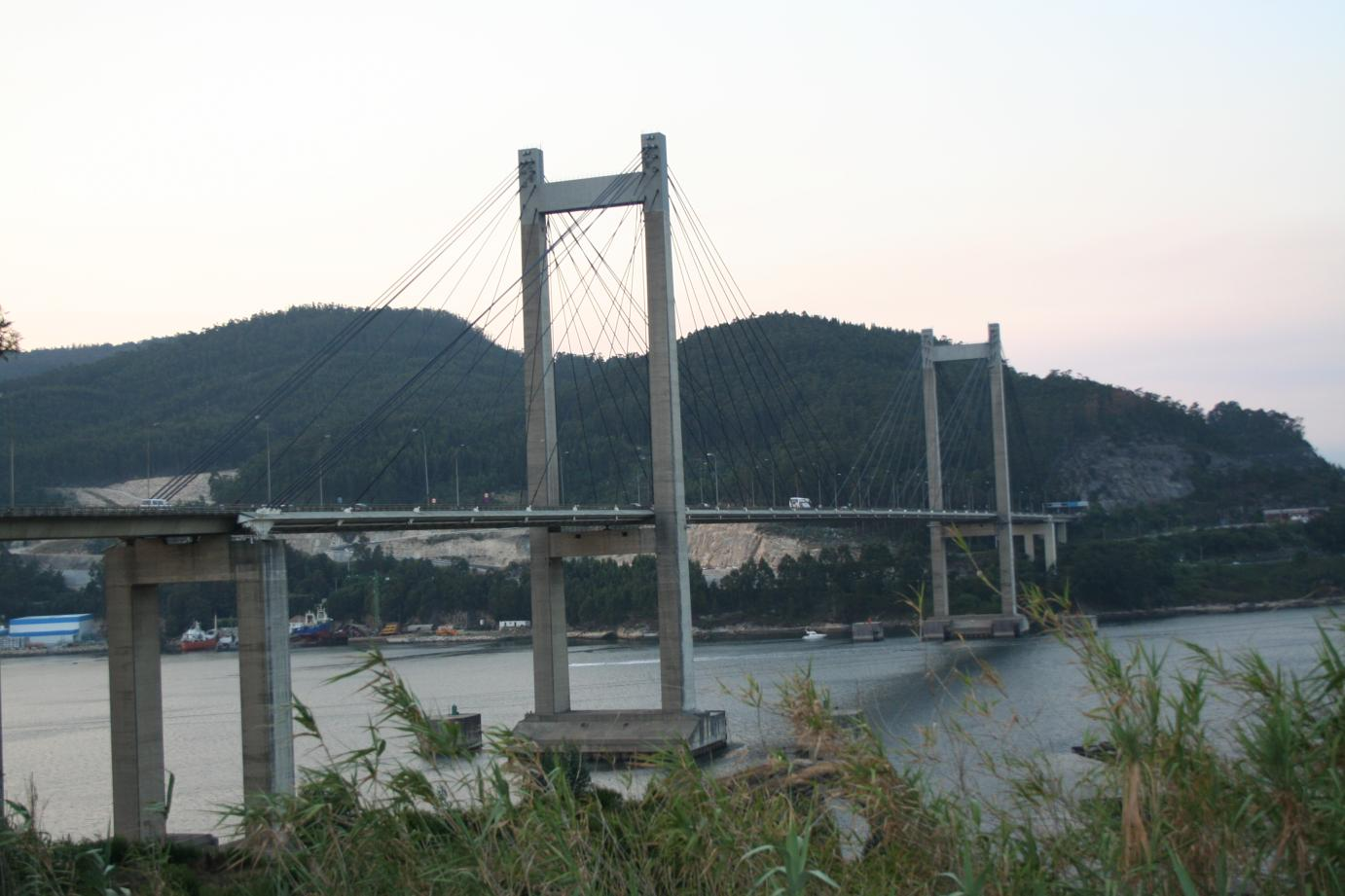
L'E01 prop de Vigo, Galícia.

Aquesta és la primera de les dues seccions de l'E01 sobre sòl de l'Estat espanyol, que recòrre l'AP-9, coneguda com l'Eix Atlàntic, entre Ferrol i Tui, on hi és la frontera amb Portugal sobre el riu Minho. Connecta algunes de les principals ciutats galleges: La Corunya, Sant Jaume de Compostel·la, Pontevedra i Vigo.

### Portugal

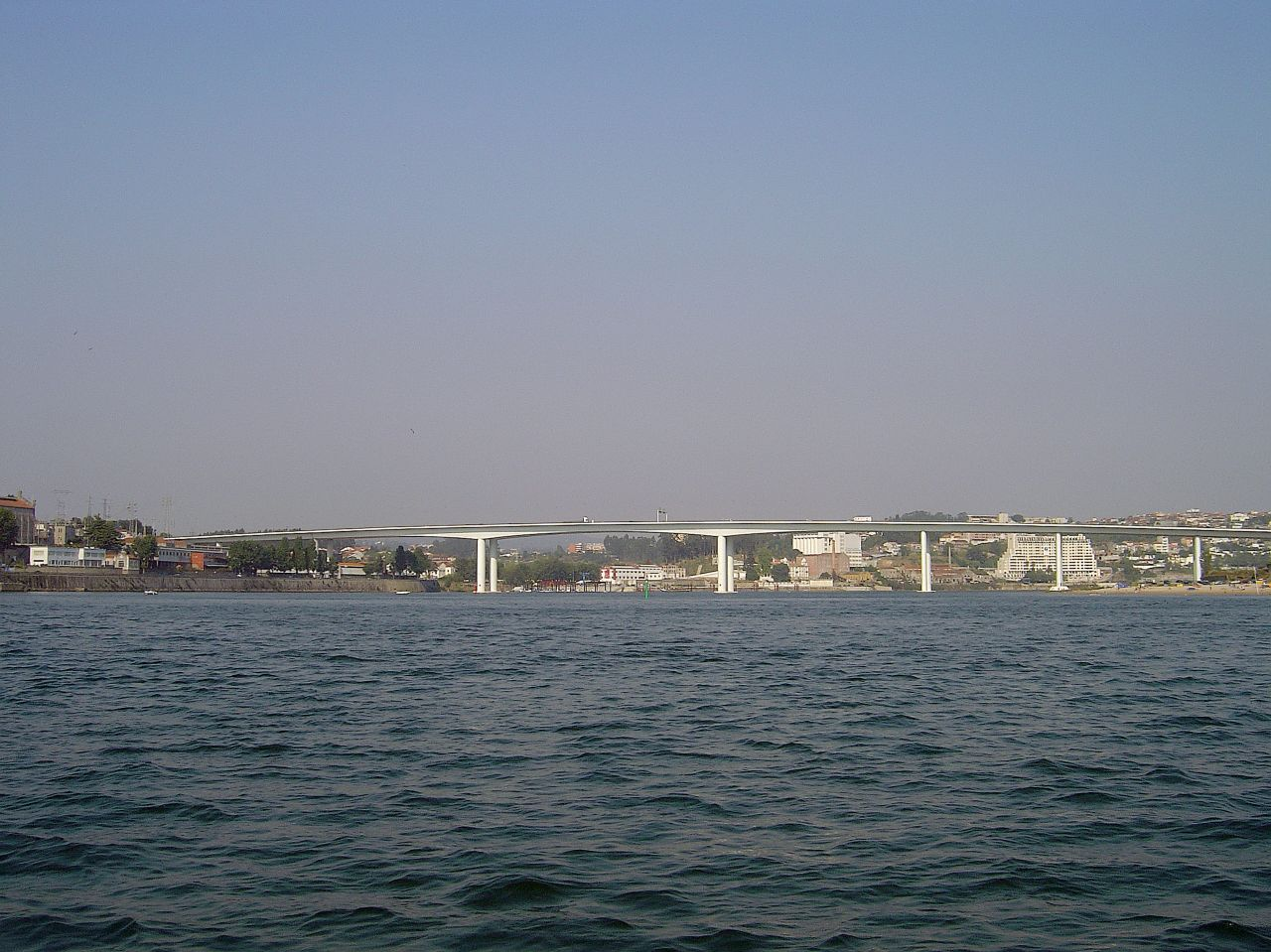
L'E01 travessant el Ponte do Freixo, Porto.

En territori portugués, la carretera segueix aquestes seccions, sempre com via de diversos carrils (auto-estrada):
- A3: Valença (frontera) - Braga - Porto[2]
- A1: Porto - Coimbra - Lisboa
- A2: Lisboa - Albufeira
- A22: Albufeira - Castro Marim (frontera)

En el tram Aveiro Norte - Lisboa, corresponent a l'A1, l'E01 coincideix amb l'E80. Ací, la senyalització d'aquesta última preval sobre l'E01.

### Andalusia
La segona secció a l'Estat espanyol discorre entre la ciutat d'Ayamonte i la capital andalusa. La ruta segueix l'autovia A-49, que passa prop de Huelva.